# Акулов Микола Сергійович
Мико́ла Сергі́йович Аку́лов (*11 грудня 1900 — † 21 листопада 1976) — російський радянський фізик-магнетолог.
Академік АН БРСР (з 1940). Професор Моск. університету (1931—1954), Московського інституту хімічного машинобудування (1955—1957), Московського геологорозвідного інституту (з 1957).

## Праці
Автор багатьох наук. праць, головним чином з феромагнетизму. Акулов сформулював загальний закон феромагнетних явищ — закон анізотропії, який відіграє значну роль у вченні про магнетизм і ввійшов у радянську та світову науку.
Микола Акулов — основоположник різноманітних методів аналізу феросплавів і виявлення дефектів у металургійних виробах. Створив школу радянської магнетологів.

## Відзнаки і нагороди
Сталінська премія, 1941.